# راسلویل (آرکانزاس)
راسلویل (آرکانزاس) (به انگلیسی: Russellville, Arkansas) یک شهر در ایالات متحده آمریکا با جمعیت ۲۷٬۹۲۰ نفر است که در آرکانزاس واقع شده‌است.

## موقعیت جغرافیایی
موقعیت جغرافیایی شهرها و مناطق اطراف به شرح زیر است:

## نگارخانه

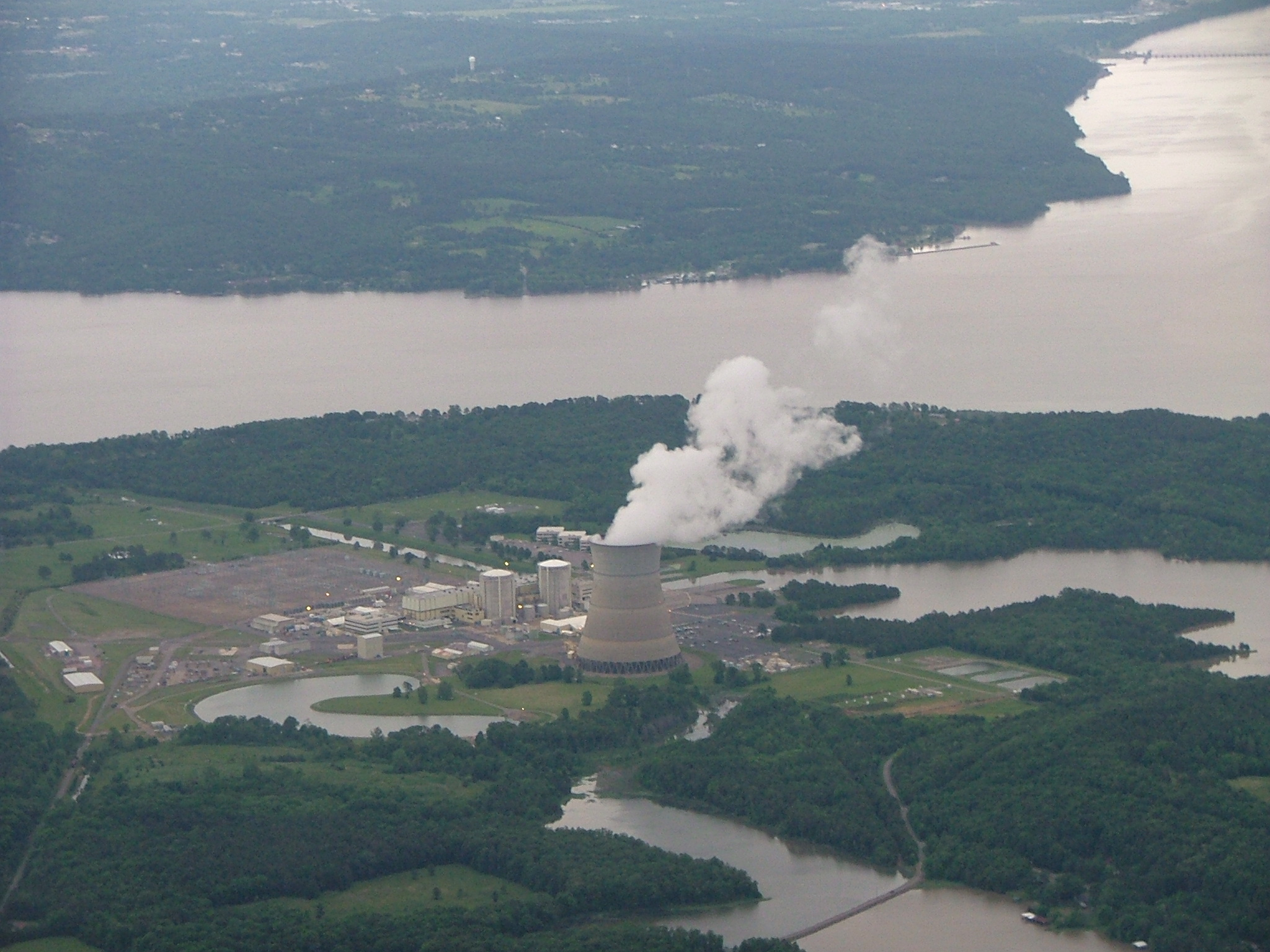